# فرصت نامشروع
فرصت نامشروع (به انگلیسی: Illegitimate opportunity) نظریه ای است که اولین بار توسط ریچارد کلوارد (۲۵ دسامبر ۱۹۲۶–۲۰ اوت ۲۰۰۱) جامعه‌شناس آمریکایی و لوید اوهلین (۲۷ اوت ۱۹۱۸–۶ دسامبر ۲۰۰۸) جامعه‌شناس و جرم‌شناس آمریکایی در سال ۱۹۶۰ رسمیت یافت.
بر اساس «نظریه فرصت نامشروع»، افراد زمانی مرتکب جنایت می‌شوند که شانس بازداشت، کم ولی فرصت‌های نامشروع برای انجام جرم و جنایت زیاد باشد.
فرصت نامشروع با دو نظریه ارتباط دارد:
- نظریه فشار که توسط جامعه‌شناس آمریکایی، رابرت کی. مرتن (۴ ژوئیه ۱۹۱۰–۲۳ فوریه ۲۰۰۳)، از چهره‌های تأثیرگذار در نظریه کارکردگرایی (جامعه‌شناسی) و نظریه خرده‌فرهنگ ایجاد شد.
- نظریه فشار عمومی: رابرت اگنیو (جرم‌شناس) (زاده ۱ دسامبر ۱۹۵۳) جامعه‌شناس و جرم‌شناس آمریکایی.